# Liste der Länderspiele der dschibutischen Fußballnationalmannschaft
Diese Liste enthält alle, von der FIFA anerkannten Spiele der dschibutischen Fußballnationalmannschaft der Männer.

## Liste der Länderspiele

### 1947 bis 1977: Französische Somaliküste und Französisches Afar- und Issa-Territorium

#### 1940 bis 1949
|    | Datum      | Gegner    | Resultat | Anlass             | Austragungsort          | Bemerkungen                                            |
| -- | ---------- | --------- | -------- | ------------------ | ----------------------- | ------------------------------------------------------ |
| 1. | 05.12.1947 | Äthiopien | 0:5      | Freundschaftsspiel | Addis Abeba (Äthiopien) | Erstes Länderspiel, Erstes Länderspiel gegen Äthiopien |
| 2. | 01.06.1948 | Äthiopien | 1:2      | Freundschaftsspiel | Dschibuti               |                                                        |
| 3. | 01.05.1949 | Äthiopien | 0:6      | Freundschaftsspiel | Addis Abeba (Äthiopien) |                                                        |

#### 1950 bis 1959
|    | Datum      | Gegner    | Resultat | Anlass             | Austragungsort          | Bemerkungen |
| -- | ---------- | --------- | -------- | ------------------ | ----------------------- | ----------- |
| 4. | 01.05.1954 | Äthiopien | 2:10     | Freundschaftsspiel | Addis Abeba (Äthiopien) |             |
| 5. | 01.06.1954 | Äthiopien | 0:2      | Freundschaftsspiel | Dschibuti               |             |
| 6. | 02.06.1954 | Äthiopien | 1:2      | Freundschaftsspiel | Dschibuti               |             |

#### 1960 bis 1969
|    | Datum      | Gegner  | Resultat | Anlass                                                 | Austragungsort          | Bemerkungen                      |
| -- | ---------- | ------- | -------- | ------------------------------------------------------ | ----------------------- | -------------------------------- |
| 7. | 13.05.1960 | Kamerun | 2:9      | Jeux Sportifs de la Communauté Française 1960-Vorrunde | Tananarive (Madagaskar) | Erstes Länderspiel gegen Kamerun |

### Seit 1977: Dschibuti

#### 1980 bis 1989
|     | Datum      | Gegner     | Resultat      | Anlass             | Austragungsort          | Bemerkungen                                                   |
| --- | ---------- | ---------- | ------------- | ------------------ | ----------------------- | ------------------------------------------------------------- |
| 8.  | 27.03.1983 | Äthiopien  | 1:8           | Freundschaftsspiel | Addis Abeba (Äthiopien) |                                                               |
| 9.  | 29.03.1983 | Äthiopien  | 2:4           | Freundschaftsspiel | Addis Abeba (Äthiopien) |                                                               |
| 10. | 23.03.1984 | Äthiopien  | 0:2           | Freundschaftsspiel | Dschibuti               |                                                               |
| 11. | 03.06.1984 | Äthiopien  | 0:2           | Freundschaftsspiel | Addis Abeba (Äthiopien) |                                                               |
| 12. | 07.06.1984 | Simbabwe   | 1:3           | Freundschaftsspiel | Addis Abeba (Äthiopien) | Erstes Länderspiel gegen Simbabwe                             |
| 13. | 14.03.1986 | Äthiopien  | 1:5           | Freundschaftsspiel | Dschibuti               |                                                               |
| 14. | 18.03.1986 | Äthiopien  | 1:1           | Freundschaftsspiel | Dschibuti               |                                                               |
| 15. | 03.06.1986 | Äthiopien  | 0:2           | Freundschaftsspiel | Dschibuti               |                                                               |
| 16. | 09.08.1986 | Madagaskar | 0:7 or 1:7    | Freundschaftsspiel | Dschibuti               | Erstes Länderspiel gegen Madagaskar                           |
| 17. | 24.08.1986 | Madagaskar | 0:2 (Forfeit) | Freundschaftsspiel | ? (Madagaskar)          |                                                               |
| 18. | 26.02.1988 | Südjemen   | 4:1           | Freundschaftsspiel | Dschibuti               | Erstes Sieg, Erstes Länderspiel gegen Südjemen, Höchster Sieg |

#### 1990 bis 1999
|     | Datum      | Gegner   | Resultat | Anlass                                | Austragungsort  | Bemerkungen                       |
| --- | ---------- | -------- | -------- | ------------------------------------- | --------------- | --------------------------------- |
| 19. | 28.11.1994 | Kenia    | 1:4      | CECAFA Cup 1994-Vorrunde              | Nairobi (Kenia) | Erstes Länderspiel gegen Kenia    |
| 20. | 01.12.1994 | Somalia  | 1:2      | CECAFA Cup 1994-Vorrunde              | Nairobi (Kenia) | Erstes Länderspiel gegen Somalia  |
| 21. | 03.12.1994 | Tansania | 0:3      | CECAFA Cup 1994-Vorrunde              | Nairobi (Kenia) | Erstes Länderspiel gegen Tansania |
| 22. | 31.07.1998 | Kenia    | 0:3      | Qualifikation für den Afrika-Cup 2000 | Dschibuti       |                                   |
| 23. | 15.08.1998 | Kenia    | 1:9      | Qualifikation für den Afrika-Cup 2000 | Nairobi (Kenia) |                                   |
| 24. | 24.07.1999 | Ruanda   | 1:4      | CECAFA Cup 1999-Vorrunde              | Kigali (Ruanda) | Erstes Länderspiel gegen Ruanda   |
| 25. | 26.07.1999 | Tansania | 1:2      | CECAFA Cup 1999-Vorrunde              | Kigali (Ruanda) |                                   |

#### 2000 bis 2009
|     | Datum      | Gegner                       | Resultat | Anlass                                               | Austragungsort                          | Bemerkungen                                               |
| --- | ---------- | ---------------------------- | -------- | ---------------------------------------------------- | --------------------------------------- | --------------------------------------------------------- |
| 26. | 07.04.2000 | Demokratische Republik Kongo | 1:1      | Qualifikation für die Fußball-Weltmeisterschaft 2002 | Dschibuti                               | Erstes Länderspiel gegen die Demokratische Republik Kongo |
| 27. | 23.04.2000 | Demokratische Republik Kongo | 1:9      | Qualifikation für die Fußball-Weltmeisterschaft 2002 | Kinshasa (Demokratische Republik Kongo) | Erstes Länderspiel gegen Burundi                          |
| 28. | 30.06.2000 | Burundi                      | 1:3      | Qualifikation für den Afrika-Cup 2002                | Dschibuti                               |                                                           |
| 29. | 15.07.2000 | Burundi                      | 0:1      | Qualifikation für den Afrika-Cup 2002                | Bujumbura (Burundi)                     |                                                           |
| 30. | 19.11.2000 | Somalia                      | 0:0      | CECAFA Cup 2000-Vorrunde                             | Kampala (Uganda)                        |                                                           |
| 31. | 23.11.2000 | Burundi                      | 2:4      | CECAFA Cup 2000-Vorrunde                             | Kampala (Uganda)                        |                                                           |
| 32. | 25.11.2000 | Äthiopien                    | 2:4      | CECAFA Cup 2000-Vorrunde                             | Kampala (Uganda)                        |                                                           |
| 33. | 27.11.2000 | Uganda                       | 0:7      | CECAFA Cup 2000-Vorrunde                             | Kampala (Uganda)                        | Erstes Länderspiel gegen Uganda                           |
| 34. | 09.12.2001 | Uganda                       | 1:10     | CECAFA Cup 2001-Vorrunde                             | Kigali (Ruanda)                         | Höchste Niederlagen                                       |
| 35. | 11.12.2001 | Burundi                      | 1:3      | CECAFA Cup 2001-Vorrunde                             | Kigali (Ruanda)                         |                                                           |
| 36. | 13.12.2001 | Tansania                     | 1:4      | CECAFA Cup 2001-Vorrunde                             | Kigali (Ruanda)                         |                                                           |
| 37. | 27.11.2005 | Somalia                      | 1:2      | CECAFA Cup 2005-Vorrunde                             | Kigali (Ruanda)                         |                                                           |
| 38. | 30.11.2005 | Uganda                       | 1:6      | CECAFA Cup 2005-Vorrunde                             | Kigali (Ruanda)                         |                                                           |
| 39. | 03.12.2005 | Äthiopien                    | 0:6      | CECAFA Cup 2005-Vorrunde                             | Kigali (Ruanda)                         |                                                           |
| 40. | 05.12.2005 | Sudan                        | 0:4      | CECAFA Cup 2005-Vorrunde                             | Kigali (Ruanda)                         | Erstes Länderspiel gegen Sudan                            |
| 41. | 26.11.2006 | Malawi                       | 0:3      | CECAFA Cup 2006-Vorrunde                             | Addis Abeba (Äthiopien)                 | Erstes Länderspiel gegen Malawi                           |
| 42. | 28.11.2006 | Äthiopien                    | 0:4      | CECAFA Cup 2006-Vorrunde                             | Addis Abeba (Äthiopien)                 |                                                           |
| 43. | 01.12.2006 | Tansania                     | 0:3      | CECAFA Cup 2006-Vorrunde                             | Addis Abeba (Äthiopien)                 |                                                           |
| 44. | 17.12.2006 | Komoren                      | 2:4      | Arabischer Nationenpokal 2009/Qualifikation          | Sanaa (Jemen)                           | Erstes Länderspiel gegen die Komoren                      |
| 45. | 20.12.2006 | Jemen                        | 1:4      | Arabischer Nationenpokal 2009/Qualifikation          | Sanaa (Jemen)                           | Erstes Länderspiel gegen Jemen                            |
| 46. | 16.11.2007 | Somalia                      | 1:0      | Qualifikation für die Fußball-Weltmeisterschaft 2010 | Dschibuti                               |                                                           |
| 47. | 09.12.2007 | Uganda                       | 0:7      | CECAFA Cup 2007-Vorrunde                             | Daressalam (Tansania)                   |                                                           |
| 48. | 11.12.2007 | Eritrea                      | 2:3      | CECAFA Cup 2007-Vorrunde                             | Daressalam (Tansania)                   | Erstes Länderspiel gegen Eritrea                          |
| 49. | 13.12.2007 | Ruanda                       | 0:9      | CECAFA Cup 2007-Vorrunde                             | Daressalam (Tansania)                   | Höchste Niederlagen                                       |
| 50. | 31.05.2008 | Malawi                       | 1:8      | Qualifikation für die Fußball-Weltmeisterschaft 2010 | Blantyre (Malawi)                       |                                                           |
| 51. | 06.06.2008 | Ägypten                      | 0:4      | Qualifikation für die Fußball-Weltmeisterschaft 2010 | Dschibuti                               | Erstes Länderspiel gegen Ägypten                          |
| 52. | 13.06.2008 | Demokratische Republik Kongo | 0:6      | Qualifikation für die Fußball-Weltmeisterschaft 2010 | Dschibuti                               |                                                           |
| 53. | 22.06.2008 | Demokratische Republik Kongo | 1:5      | Qualifikation für die Fußball-Weltmeisterschaft 2010 | Kinshasa (Demokratische Republik Kongo) |                                                           |
| 54. | 05.09.2008 | Malawi                       | 0:3      | Qualifikation für die Fußball-Weltmeisterschaft 2010 | Dschibuti                               |                                                           |
| 55. | 12.10.2008 | Ägypten                      | 0:4      | Qualifikation für die Fußball-Weltmeisterschaft 2010 | Kairo (Ägypten)                         |                                                           |
| 56. | 23.12.2008 | Somalia                      | 2:3      | Freundschaftsspiel                                   | Dschibuti                               |                                                           |
| 57. | 31.12.2008 | Sambia                       | 0:3      | CECAFA Cup 2008-Vorrunde                             | Jinja (Uganda)                          | Erstes Länderspiel gegen Sambia                           |
| 58. | 02.01.2009 | Burundi                      | 0:4      | CECAFA Cup 2008-Vorrunde                             | Jinja (Uganda)                          |                                                           |
| 59. | 04.01.2009 | Sudan                        | 1:1      | CECAFA Cup 2008-Vorrunde                             | Jinja (Uganda)                          |                                                           |
| 60. | 06.01.2009 | Kenia                        | 1:5      | CECAFA Cup 2008-Vorrunde                             | Jinja (Uganda)                          |                                                           |
| 61. | 30.11.2009 | Äthiopien                    | 0:5      | CECAFA Cup 2009-Vorrunde                             | Nairobi (Kenia)                         |                                                           |
| 62. | 02.12.2009 | Kenia                        | 0:2      | CECAFA Cup 2009-Vorrunde                             | Nairobi (Kenia)                         |                                                           |
| 63. | 04.12.2009 | Sambia                       | 0:6      | CECAFA Cup 2009-Vorrunde                             | Nairobi (Kenia)                         |                                                           |

#### 2010 bis 2019
|      | Datum      | Gegner    | Resultat            | Anlass                                                    | Austragungsort        | Bemerkungen                        |
| ---- | ---------- | --------- | ------------------- | --------------------------------------------------------- | --------------------- | ---------------------------------- |
| 64.  | 08.01.2010 | Somalia   | 0:1                 | Qualifikation zum Afrikanische Nationenmeisterschaft 2011 | Dschibuti             |                                    |
| 65.  | 01.11.2011 | Somalia   | 1:0                 | Freundschaftsspiel                                        | Dschibuti             |                                    |
| 66.  | 11.11.2011 | Namibia   | 0:4                 | Qualifikation zur Fußball-Weltmeisterschaft 2014          | Dschibuti             | Erstes Länderspiel gegen Namibia   |
| 67.  | 15.11.2011 | Namibia   | 0:4                 | Qualifikation zur Fußball-Weltmeisterschaft 2014          | Windhoek (Namibia)    |                                    |
| 68.  | 27.11.2011 | Simbabwe  | 0:2                 | CECAFA Cup 2011-Vorrunde                                  | Daressalam (Tansania) |                                    |
| 69.  | 29.11.2011 | Tansania  | 0:3                 | CECAFA Cup 2011-Vorrunde                                  | Daressalam (Tansania) |                                    |
| 70.  | 02.12.2011 | Ruanda    | 2:5                 | CECAFA Cup 2011-Vorrunde                                  | Daressalam (Tansania) |                                    |
| 71.  | 12.06.2015 | Tunesien  | 1:8                 | Qualifikation zum Afrika-Cup 2017                         | Radès (Tunesien)      | Erstes Länderspiel gegen Tunesien  |
| 72.  | 21.06.2015 | Burundi   | 1:2                 | Qualifikation zum Afrikanische Nationenmeisterschaft 2016 | Dschibuti             |                                    |
| 73.  | 04.07.2015 | Burundi   | 0:2                 | Qualifikation zum Afrikanische Nationenmeisterschaft 2016 | Bujumbura (Burundi)   |                                    |
| 74.  | 04.09.2015 | Togo      | 0:2                 | Qualifikation zum Afrika-Cup 2017                         | Dschibuti             | Erstes Länderspiel gegen Togo      |
| 75.  | 09.10.2015 | Swasiland | 0:6                 | Qualifikation zur Fußball-Weltmeisterschaft 2018          | Dschibuti             | Erstes Länderspiel gegen Swasiland |
| 76.  | 17.10.2015 | Swasiland | 1:2                 | Qualifikation zur Fußball-Weltmeisterschaft 2018          | Lobamba (Swasiland)   |                                    |
| 77.  | 23.11.2015 | Südsudan  | 0:2                 | CECAFA Cup 2015-Vorrunde                                  | Bahir Dar (Äthiopien) | Erstes Länderspiel gegen Südsudan  |
| 78.  | 25.11.2015 | Malawi    | 0:3                 | CECAFA Cup 2015-Vorrunde                                  | Bahir Dar (Äthiopien) |                                    |
| 79.  | 27.11.2015 | Sudan     | 0:4                 | CECAFA Cup 2015-Vorrunde                                  | Bahir Dar (Äthiopien) |                                    |
| 80.  | 24.03.2016 | Liberia   | 0:1                 | Qualifikation zum Afrika-Cup 2017                         | Dschibuti             | Erstes Länderspiel gegen Liberia   |
| 81.  | 29.03.2016 | Liberia   | 0:5                 | Qualifikation zum Afrika-Cup 2017                         | Monrovia (Liberia)    |                                    |
| 82.  | 03.06.2016 | Tunesien  | 0:3                 | Qualifikation zum Afrika-Cup 2017                         | Dschibuti             |                                    |
| 83.  | 04.09.2016 | Togo      | 0:5                 | Qualifikation zum Afrika-Cup 2017                         | Lomé (Togo)           |                                    |
| 84.  | 11.03.2017 | Burundi   | 0:7                 | Freundschaftsspiel                                        | Bujumbura (Burundi)   |                                    |
| 85.  | 13.03.2017 | Burundi   | 0:1                 | Freundschaftsspiel                                        | Bujumbura (Burundi)   |                                    |
| 86.  | 22.03.2017 | Südsudan  | 2:0                 | Qualifikation zum Afrika-Cup 2019                         | Dschibuti             |                                    |
| 87.  | 28.03.2017 | Südsudan  | 0:6                 | Qualifikation zum Afrika-Cup 2019                         | Juba (Südsudan)       |                                    |
| 88.  | 15.07.2017 | Äthiopien | 1:5                 | Qualifikation zum Afrikanische Nationenmeisterschaft 2018 | Dschibuti             |                                    |
| 89.  | 23.07.2017 | Äthiopien | 0:3 (Forfeit)       | Qualifikation zum Afrikanische Nationenmeisterschaft 2018 | Awassa (ÄTH)          |                                    |
| 90.  | 22.07.2019 | Somalia   | 1:0                 | Freundschaftsspiel                                        | Bujumbura             |                                    |
| 91.  | 26.07.2019 | Äthiopien | 0:1                 | Qualifikation zum Afrikanische Nationenmeisterschaft 2020 | Dschibuti             |                                    |
| 95.  | 04.08.2019 | Äthiopien | 3:4                 | Qualifikation zum Afrikanische Nationenmeisterschaft 2020 | Dire Dawa (ÄTH)       |                                    |
| 93.  | 04.09.2019 | Eswatini  | 2:1                 | Qualifikation zur Fußball-Weltmeisterschaft 2022          | Dschibuti             |                                    |
| 94.  | 10.09.2019 | Eswatini  | 0:0                 | Qualifikation zur Fußball-Weltmeisterschaft 2022          | Windhoek (Namibia)    |                                    |
| 95.  | 09.10.2019 | Gambia    | 1:1                 | Qualifikation zum Afrika-Cup 2021                         | Dschibuti             | Erstes Länderspiel gegen Gambia    |
| 96.  | 13.10.2019 | Gambia    | 1:1 n. V. 2:3 i. E. | Qualifikation zum Afrika-Cup 2021                         | Bakau (GAM)           |                                    |
| 97.  | 07.12.2019 | Somalia   | 0:0                 | CECAFA Cup 2019-Vorrunde                                  | Kampala (Uganda)      |                                    |
| 98.  | 11.12.2019 | Burundi   | 2:1                 | CECAFA Cup 2019-Vorrunde                                  | Kampala (Uganda)      |                                    |
| 99.  | 13.12.2019 | Eritrea   | 0:3                 | CECAFA Cup 2019-Vorrunde                                  | Kampala (Uganda)      |                                    |
| 100. | 15.12.2019 | Uganda    | 1:4                 | CECAFA Cup 2019-Vorrunde                                  | Kampala (Uganda)      |                                    |

#### Seit 2020 bis 2029
|      | Datum      | Gegner        | Resultat       | Anlass                                                     | Austragungsort           | Bemerkungen                           |
| ---- | ---------- | ------------- | -------------- | ---------------------------------------------------------- | ------------------------ | ------------------------------------- |
| 101. | 15.06.2021 | Somalia       | 1:0            | Freundschaftsspiel                                         | Dschibuti                |                                       |
| 102. | 23.06.2021 | Libanon       | 0:1            | FIFA-Arabien-Pokal 2021/Qualifikation                      | Doha (Katar)             | Erstes Länderspiel gegen Libanon      |
| 103. | 02.09.2021 | Algerien      | 0:8            | Qualifikation zur Fußball-Weltmeisterschaft 2022           | Blida (Algerien)         | Erstes Länderspiel gegen Algerien     |
| 104. | 06.09.2021 | Niger         | 2:4            | Qualifikation zur Fußball-Weltmeisterschaft 2022           | Rabat (Marokko)          | Erstes Länderspiel gegen Niger        |
| 105. | 08.10.2021 | Burkina Faso  | 0:4            | Qualifikation zur Fußball-Weltmeisterschaft 2022           | Marrakesch (Marokko)     | Erstes Länderspiel gegen Burkina Faso |
| 106. | 11.10.2021 | Burkina Faso  | 0:2            | Qualifikation zur Fußball-Weltmeisterschaft 2022           | Marrakesch (Marokko)     |                                       |
| 107. | 12.11.2021 | Algerien      | 0:4            | Qualifikation zur Fußball-Weltmeisterschaft 2022           | Kairo (Ägypten)          |                                       |
| 108. | 15.11.2021 | Niger         | 2:7            | Qualifikation zur Fußball-Weltmeisterschaft 2022           | Niamey (Niger)           |                                       |
| 109. | 23.03.2022 | Südsudan      | 2:4            | Qualifikation zum Afrika-Cup 2024                          | Borg El Arab (EGY)       |                                       |
| 110. | 27.03.2022 | Südsudan      | 0:1            | Qualifikation zum Afrika-Cup 2024                          | Entebbe (Uganda)         |                                       |
| 111. | 23.07.2022 | Burundi       | 1:2            | Qualifikation zur Afrikanischen Nationenmeisterschaft 2023 | Daressalam (Tansania)    |                                       |
| 112. | 29.07.2022 | Burundi       | 2:1, 4:2 i. E. | Qualifikation zur Afrikanischen Nationenmeisterschaft 2023 | Daressalam (Tansania)    |                                       |
| 113. | 26.08.2022 | Sudan         | 1:4            | Qualifikation zur Afrikanischen Nationenmeisterschaft 2023 | Marrakesch (Marokko)     |                                       |
| 114. | 02.09.2022 | Sudan         | 2:3            | Qualifikation zur Afrikanischen Nationenmeisterschaft 2023 | Omdurman (Sudan)         |                                       |
| 115. | 12.06.2023 | Kenia         | 3:0            | Freundschaftsspiel                                         | Saint Pierre (Mauritius) | Spielwertung                          |
| 116. | 14.06.2023 | Mauritius     | 3:1            | Freundschaftsspiel                                         | Saint Pierre (Mauritius) | Erstes Länderspiel gegen Mauritius    |
| 117. | 17.06.2023 | Pakistan      | 3:1            | Freundschaftsspiel                                         | Saint Pierre (Mauritius) | Erstes Länderspiel gegen Pakistan     |
| 118. | 16.11.2023 | Ägypten       | 0:6            | Qualifikation zur Fußball-Weltmeisterschaft 2026           | Kairo (EGY)              |                                       |
|      | 20.11.2023 | Guinea-Bissau | -:-            | Qualifikation zur Fußball-Weltmeisterschaft 2026           |                          |                                       |
|      | 03.06.2024 | Sierra Leone  | -:-            | Qualifikation zur Fußball-Weltmeisterschaft 2026           | (SLE)                    |                                       |
|      | 10.06.2024 | Äthiopien     | -:-            | Qualifikation zur Fußball-Weltmeisterschaft 2026           |                          |                                       |
|      | 17.03.2025 | Burkina Faso  | -:-            | Qualifikation zur Fußball-Weltmeisterschaft 2026           | (BFA)                    |                                       |
|      | 24.03.2025 | Äthiopien     | -:-            | Qualifikation zur Fußball-Weltmeisterschaft 2026           | (ETH)                    |                                       |
|      | 01.09.2025 | Burkina Faso  | -:-            | Qualifikation zur Fußball-Weltmeisterschaft 2026           |                          |                                       |
|      | 08.09.2025 | Guinea-Bissau | -:-            | Qualifikation zur Fußball-Weltmeisterschaft 2026           | (GNB)                    |                                       |
|      | 06.10.2025 | Ägypten       | -:-            | Qualifikation zur Fußball-Weltmeisterschaft 2026           |                          |                                       |
|      | 13.10.2025 | Sierra Leone  | -:-            | Qualifikation zur Fußball-Weltmeisterschaft 2026           |                          |                                       |